# Kurt Heegner
Kurt Heegner, nemški učitelj, inženir, matematik in fizik, * 16. december 1893, Berlin, Nemčija, † 2. februar 1965, Berlin.
Heegner je najbolj znan po svojih matematičnih odkritjih v teoriji števil.

## Življenje in delo
Diplomiral je leta 1917 iz matematike in fizike na Univerzi v Berlinu. Na univerzi so bili njegovi profesorji Schwarz, Knopp, Planck, Wehnelt in Rubens. Med 1. svetovno vojno je bil tehnik v vojnem letalstvu. Tu se je začel zanimati za radijsko tehniko. Doktoriral je leta 1920 na Univerzi v Jeni pod mentorstvom W. Rogowskega z dizertacijo O vmesnem krožnem elektronskem oddajniku (Über den Zwischenkreisröhrensender). V doktorski dizertaciji je obravnaval tudi eliptične krivulje.
Leta 1939 je doktoriral iz matematike pod mentorstvom Webra in Schmidta z disertacijo Transformabilne avtomorfne funkcije in kvadratne forme (Transformierbare automorphe Funktionen und quadratische Formen). Med letoma 1947 in 1950 je bil zaposlen na Matematičnem inštitutu Akademije znanosti. V revijah Mathematische Annalen in Mathematische Zeitschrift je med drugim objavil več člankov o eliptičnih in avtomorfnih funkcijah, Abelovem integralu in kvadratnih formah.
Heegner je leta 1952 objavil rešitev klasičnega problema, ki ga je predlagal Gauss leta 1801 v svojem delu Disquisitiones Arithmeticae, problema razrednega števila za razredno število {\displaystyle h(-d)=1\,}. Njegovega dokaza več let niso priznali, večinoma zaradi domnevnih napak v članku. Stark je leta 1967 prišel do enakega rezultata in leta 1969 pokazal, da je bil Heegnerjev dokaz pravilen.